# Olivetti Audit 513

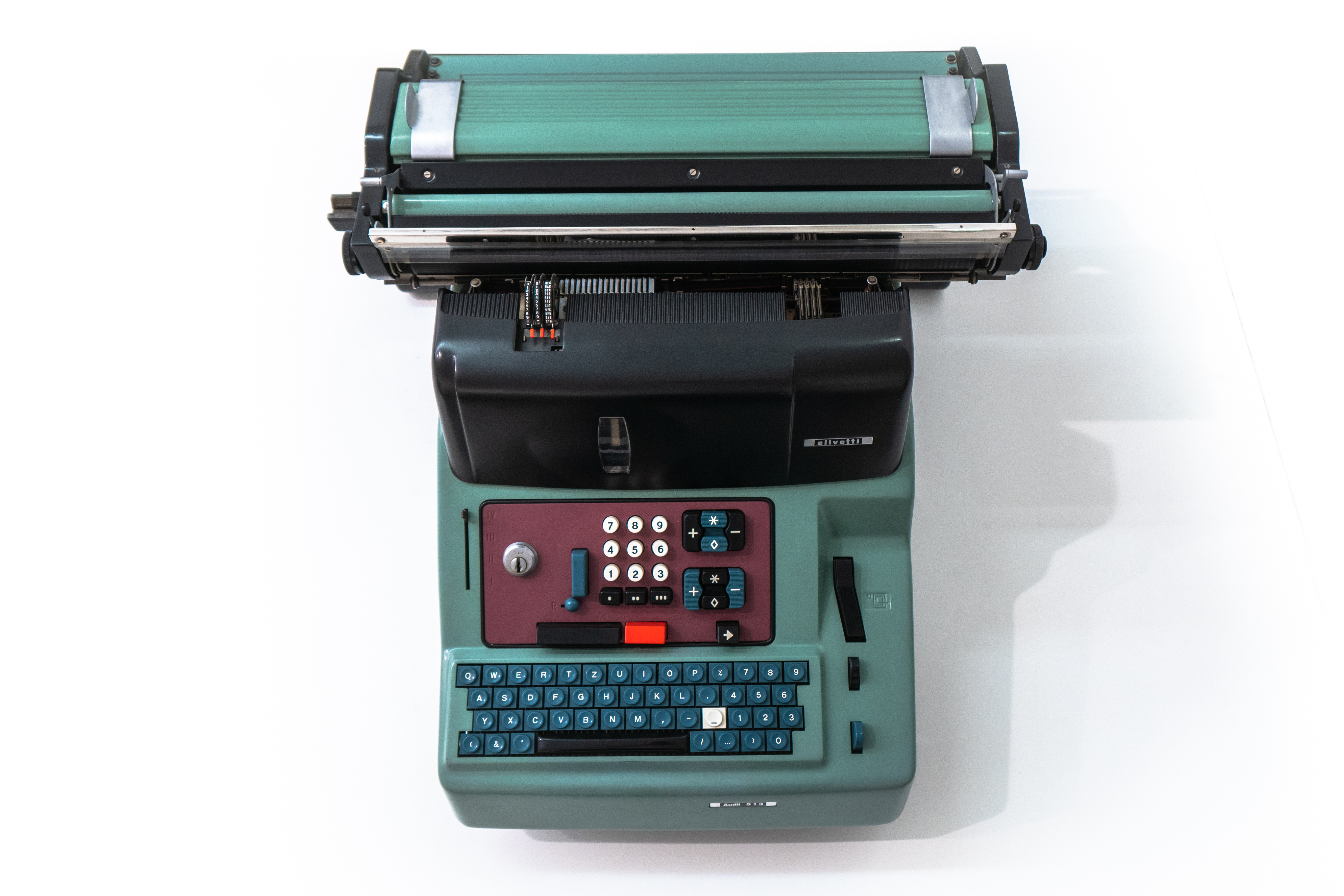

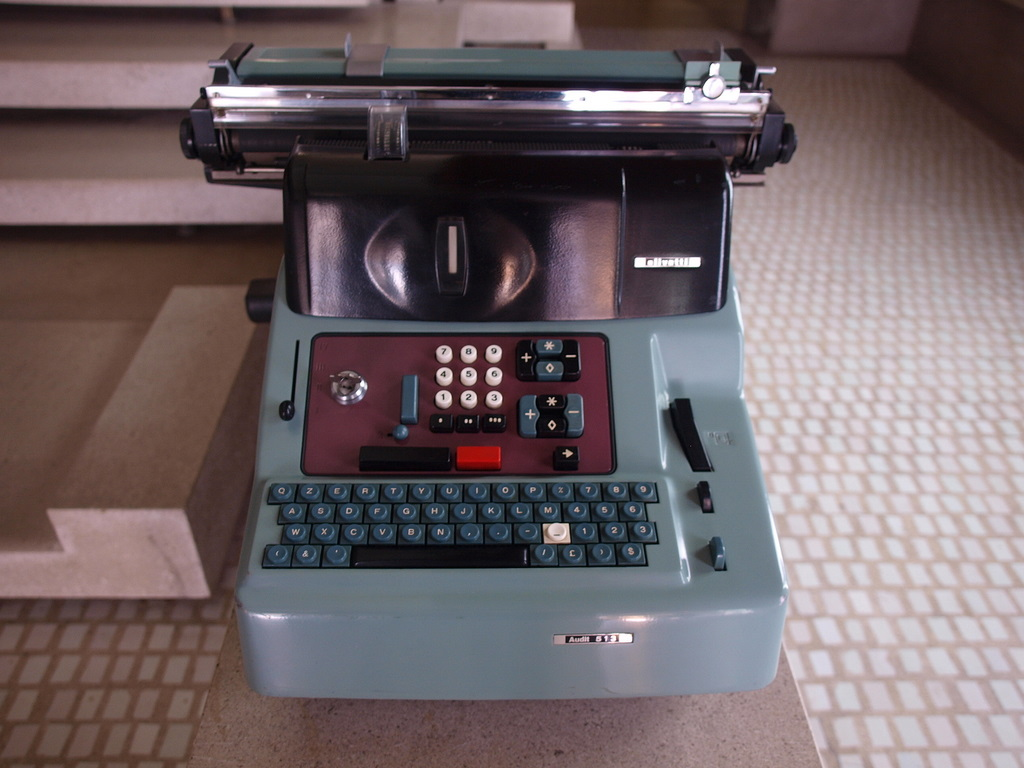

La Olivetti Audit 513 fu una macchina contabile meccanica prodotta dalla Olivetti dal 1959 su progetto di Natale Capellaro. Fu l'ultima macchina contabile ad essere puramente elettromeccanica e non interfacciabile al calcolatore in quanto le successive Audit integravano un sistema di nastri perforati e la Mercator 5000 un'unità di moltiplicazione elettronica sviluppata da Pier Giorgio Perotto.
Dotata sia di funzioni di calcolo che di macchina da scrivere permetteva di svolgere le operazioni fondamentali e di scrivere documenti predefiniti.